# 溫蒂·珍思
溫蒂·珍思（Wendy Jans，1983年6月14日—），比利時花式撞球職業選手。

## 比賽成績
- 2003年世界司諾克錦標賽亞軍
- 2003年世界雙人賽冠軍
- 2004年世界司諾克錦標賽亞軍
- 2004年歐洲盃司諾克冠軍
- 2004年世界女子花式撞球錦標賽第九名
- 2005年安麗盃世界女子花式撞球邀請賽第五名
- 2006年世界司諾克錦標賽冠軍
- 2006年歐洲盃司諾克冠軍

## 特殊事蹟
- 2007年安麗盃世界女子花式撞球錦標賽比利時代表